# 子ども家庭局
子ども家庭局（こどもかていきょく）は、かつて厚生労働省に置かれていた内部部局の一つ。
児童の心身の育成や発達に関すること、児童の保育や養護、虐待の防止に関すること、児童の福祉のための文化の向上に関することのほか、児童や児童のいる家庭、妊産婦その他母性の福祉の増進に関すること、福祉に欠ける母子、父子や寡婦の福祉の増進に関すること、児童の保健の向上に関すること、妊産婦その他母性の保健の向上に関すること、児童と妊産婦の栄養の改善に関すること、妊産婦の治療方法が確定していない疾病や特殊の疾病の予防と治療に関することを所掌していた。
2017年7月11日付けの組織改正により、雇用均等・児童家庭局を分割して新設されたが、2023年3月31日、こども家庭庁に統合され、廃止された。

## 所掌事務
1. 児童の福祉に関する基本的な政策の企画及び立案並びに推進に関すること。
2. 子育て援助活動支援事業（児童福祉法（昭和二十二年法律第百六十四号）第六条の三第十四項に規定する子育て援助活動支援事業をいう。第九十四条第三号において同じ。）に関すること。
3. 児童の心身の育成及び発達に関すること（社会・援護局の所掌に属するものを除く。）。
4. 児童の保育及び養護その他児童の保護及び虐待の防止に関すること（障害者の保護に関することを除く。）。
5. 児童の福祉のための文化の向上に関すること。
6. 子ども・子育て支援法（平成二十四年法律第六十五号）の規定による拠出金の徴収に関すること（年金局の所掌に属するものを除く。）。
7. 年金特別会計の子ども・子育て支援勘定の経理のうち厚生労働省の所掌に係るものに関すること。
8. 第三号から前号までに掲げるもののほか、児童、児童のある家庭及び妊産婦その他母性の福祉の増進に関すること（社会・援護局の所掌に属するものを除く。）。
9. 福祉に欠ける母子及び父子並びに寡婦の福祉の増進に関すること。
10. 児童の保健の向上に関すること。
11. 妊産婦その他母性の保健の向上に関すること。
12. 児童及び妊産婦の栄養の改善並びに妊産婦の治療方法が確立していない疾病その他の特殊の疾病の予防及び治療に関すること。
13. 児童の福祉並びに母子及び父子並びに寡婦の福祉に関する事業の発達、改善及び調整に関すること（障害者の福祉に関すること並びに社会福祉法（昭和二十六年法律第四十五号）第五十六条第一項の規定による報告の徴収及び検査に関することを除く。）。
14. 要保護女子（売春防止法（昭和三十一年法律第百十八号）第三十四条第三項に規定する要保護女子をいう。第九十五条第十二号において同じ。）の保護更生に関すること。
15. 配偶者からの暴力の防止及び被害者の保護等に関する法律（平成十三年法律第三十一号）の規定による被害者の保護に関すること（婦人相談所、婦人相談員及び婦人保護施設の行うものに限る。）。

## 主な所管法令
- 児童福祉法
- 次世代育成支援対策推進法
- 就学前の子どもに関する教育、保育等の総合的な提供の推進に関する法律
- 幼保連携型認定こども園の学級の編制、職員、設備及び運営に関する基準
- 幼保連携型認定こども園教育・保育要領
- 児童虐待の防止等に関する法律
- 母子及び父子並びに寡婦福祉法
- 母子家庭の母及び父子家庭の父の就業の支援に関する特別措置法
- 児童扶養手当法
- 平成十六年度における児童扶養手当法による手当の額等の改定の特例に関する法律
- 児童扶養手当法による児童扶養手当の額等の改定の特例に関する法律
- 児童手当法
- 平成二十二年度等における子ども手当の支給に関する法律
- 平成二十三年度における子ども手当の支給等に関する特別措置法
- こどもの国協会の解散及び事業の承継に関する法律
- 母子保健法
- 母体保護法
- 子ども・子育て支援法
- 子どもの貧困対策の推進に関する法律
- 成育過程にある者及びその保護者並びに妊産婦に対し必要な成育医療等を切れ目なく提供するための施策の総合的な推進に関する法律

## 組織
- 総務課
  - 少子化総合対策室
- 保育課
- 家庭福祉課
  - 虐待防止対策推進室
- 子育て支援課
- 母子保健課

## 歴代子ども家庭局長
| 代 | 氏名       | 在任期間                      | 前職                                     | 後職                 |
| -- | ---------- | ----------------------------- | ---------------------------------------- | -------------------- |
| 1  | 吉田学     | 2017年7月11日 - 2018年7月31日 | 雇用均等・児童家庭局長                   | 医政局長             |
| 2  | 濵谷浩樹   | 2018年7月31日 - 2019年7月9日  | 老健局長                                 | 保険局長             |
| 3  | 渡辺由美子 | 2019年7月9日 - 2021年9月14日  | 厚生労働省大臣官房審議官（医療保険担当） | 厚生労働省大臣官房長 |
| 4  | 橋本泰宏   | 2021年9月14日 - 2022年6月28日 | 社会・援護局長                           | 年金局長             |
| 5  | 藤原朋子   | 2022年6月28日 - 2023年3月31日 | 内閣府子ども・子育て本部統括官           | こども家庭庁成育局長 |